# Лінда Корнет
Лінда Корнет (нід. Lynda Cornet, 26 січня 1962) — нідерландська академічна веслувальниця.
Бронзова призерка Олімпійських Ігор 1984 року в складі вісімки.